# Stanground
Stanground är en stadsdel i Peterborough, i unparished area Old Fletton, i distriktet Peterborough, i grevskapet Cambridgeshire i England. Stanground var en civil parish fram till 1905 när blev den en del av Stanground North och Stanground South. Civil parish hade 1 461 invånare år 1901. Byn nämndes i Domedagsboken (Domesday Book) år 1086, och kallades då Stangrun.